# Ambroise Abdo
Ambroise Abdo (Arabisch: أمبروسيوس عبدو, Ambrwusywus Abdwu) (Aleppo, 8 januari 1820 - Jeruzalem, 1876) was een Melkitisch Grieks-katholiek aartsbisschop van Jeruzalem. Hij werd in 1860 aangesteld als apostolisch vicaris van Jeruzalem en op 1 april 1860 tot bisschop gewijd. Op 15 november 1866 werd hij aangesteld als bisschop van Zahleh e Furzol. 
In 1869-1870 nam hij deel aan het Eerste Vaticaans Concilie in Rome. Op 24 december 1875 werd hij wederom aangesteld als apostolisch vicaris van Jeruzalem, een functie die hij zou houden tot zijn dood in 1876. 

## Referentie
- (en)  Ambroise Abdo. Catholic Hierarchy.com. Gearchiveerd op 6 juni 2009. Geraadpleegd op 15 februari 2010.